# Sandvik Coromant
Sandvik Coromant — шведская компания ( с 2013 года — международная компания), входящая в состав Sandvik Machining Solutions, принадлежащий, в свою очередь, Sandvik AB. Штаб-квартира расположена в Стокгольме, Швеция. Является производителем режущего инструмента. Представительства компании работают более чем в 130 странах. Общее количество сотрудников превышает 8000 человек.

## История
Головная компания Sandvik AB была основана в 1862 году Гораном Фредриком Горанссоном (Göran Fredrik Göransson). Первоначальным родом деятельности было производство стали.
В 1942 году в составе компании под брендом Sandvik Coromant начинает работу отдел твердосплавного инструмента, возглавляет подразделение Wilhelm Haglung (проработал на этой должности до 1953 года).
Через десять лет в городе Гимо, Швеция, открывается первое производственное отделение компании, штат компании на тот момент составлял 30 человек. В 1957 начинается выпуск твердосплавных сменных неперетачиваемых пластин.

## Настоящее время
Головной офис компании расположен в городе в столице Швеции — Стокгольме. Штат сотрудников составляет порядка 700 человек. Здесь расположен управленческий аппарат компании, подразделения, занимающиеся проектированием и разработкой новых продуктов.
В городе Гимо находится крупнейший производственный центр компании, где задействованы порядка 1600 сотрудников. Центр занимается производством продукции, относящейся к стандартной, а также является основным предприятием по производству твердосплавных пластин. Предприятия, где выпускается продукция Sandvik Coromant, в настоящий момент находятся в таких странах, как Швеция, Норвегия, Германия, Великобритания, Франция, Бразилия, Китай, Индия, США, Россия, Япония.

## Сандвик МКТС
Московский комбинат твёрдых сплавов (МКТС) основан в 1936 году в результате реорганизации Завода редких элементов. Перед комбинатом стояла задача освоения выпуска твердого сплава для нужд металлообрабатывающей и горнодобывающей промышленностей, твердосплавных многогранных неперетачиваемых пластин (МНП) для замены инструмента из быстрорежущей стали. Первая в стране МНП была выпущена на МКТС в 1966 году. В 70-е годы был освоен выпуск пластин для нужд автомобильной промышленности. В 80-х годах происходила закупка и освоение технологий Sandvik Coromant. В 1994 (по другим данным — в 1993) году предприятие было приватизировано Sandvik AB. С этого времени на комбинате устанавливается современное оборудование, осваивается выпуск продукции, соответствующей международным стандартам ISO. После 2018 года комбинат перестал существовать, принято решение о его ликвидации.